# Mondeval
Mondevàl (IPA: /mondeˈval/, Mondoal o Mandoal in cadorino) è una vallata alpina compresa nel gruppo dolomitico Croda da Lago - Cernèra. Si sviluppa in due contesti, entrambi in territorio delle Regole di San Vito di Cadore e quasi interamente compresi nel medesimo Comune (una piccola parte rimane in Comune di Selva di Cadore) in provincia di Belluno.

## Geografia
Mondevàl de Sora è un ampio pianoro ondulato, situato all'incirca tra i 2150 e i 2350 m di altitudine, racchiuso tra le potenti bastionate dei Lastoi de Formin, il monte Corvo Alto, il Becco di Mezzodì e il Col Duro. Mondevàl de Sote (o de Sota, in parlata selvana) è la vallata che scaturisce dal primo altopiano e seguendo il corso del Rio Cordón scende verso la Val Fiorentina fino alla quota di 1750 m circa, circoscritta dalle pendici del Piz del Corvo (Spiz a Corf) e del Col del Termen.
Si tratta di un luogo notevole dal punto di vista paesaggistico e naturalistico ed è frequentata meta turistica in tutte le stagioni, specie naturalmente in quella estiva lungo l'asse dell'Alta via n. 1. Ancor oggi, tuttavia, permangono le tradizionali attività ed è sfruttato come alpeggio per la pastorizia (principalmente ovini).

## L'Uomo di Mondeval

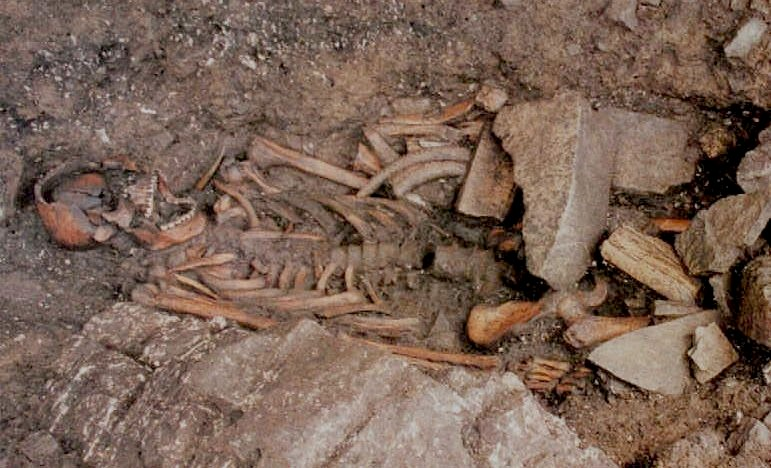
Lo scheletro del cacciatore mesolitico

L'importanza di Mondeval è legata al sito archeologico preistorico di Mondeval de Sora, dove è stata realizzata una scoperta eccezionale: la sepoltura di un cacciatore di epoca neolitica, perfettamente conservato col suo corredo funerario.

## Lalastade Mondeval

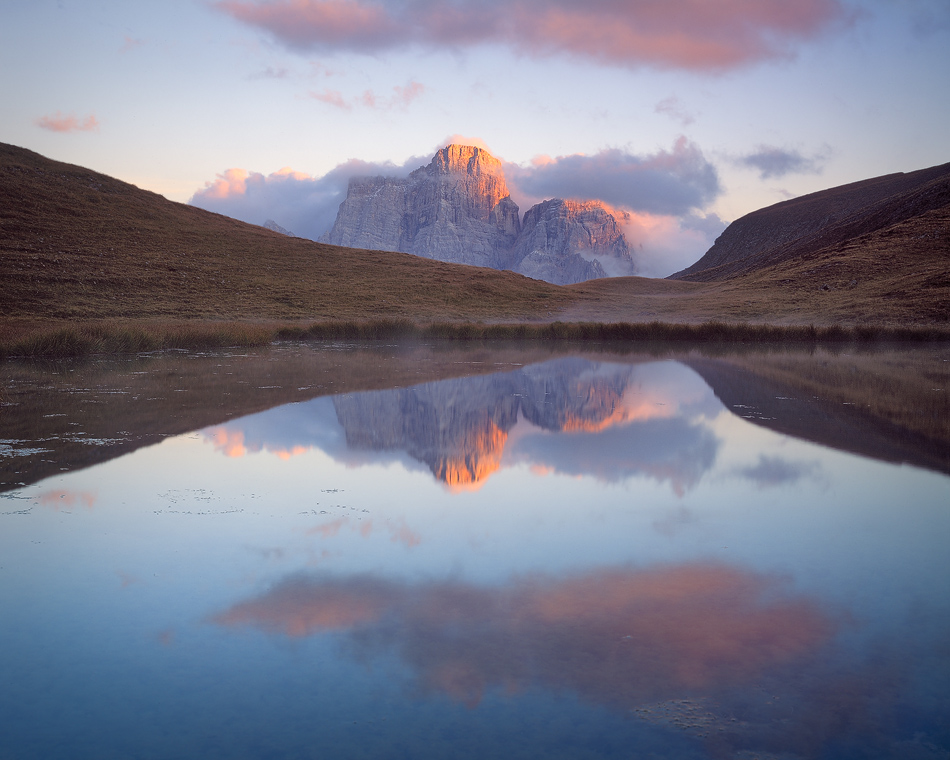
Il laghetto delle Baste

Sempre in territorio sanvitese, vicino al lago delle Baste (de la Bastes in cadorino), nel 1999 fu ritrovata una lasta d'arenaria con un'iscrizione venetica, la parte superstite della quale è stata interpretata come la parte finale di un antroponimo. Nell'impossibilità di definirne il contesto, si ipotizza che si tratti di un'iscrizione di tipo funerario ma più verosimilmente un'iscrizione di carattere confinario.

## Galleria d'immagini

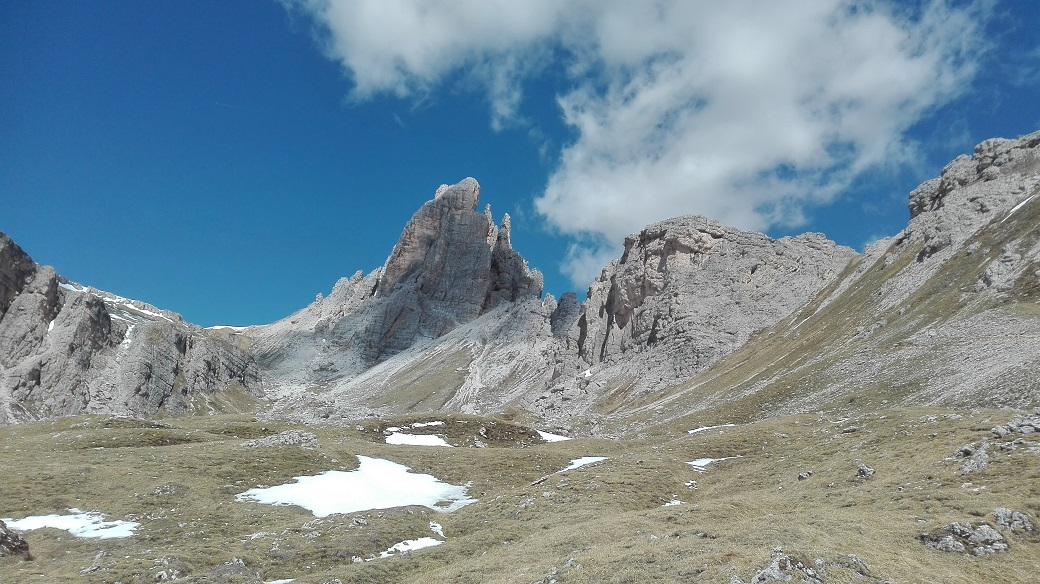
Cima Ambrizzola da Mondeval
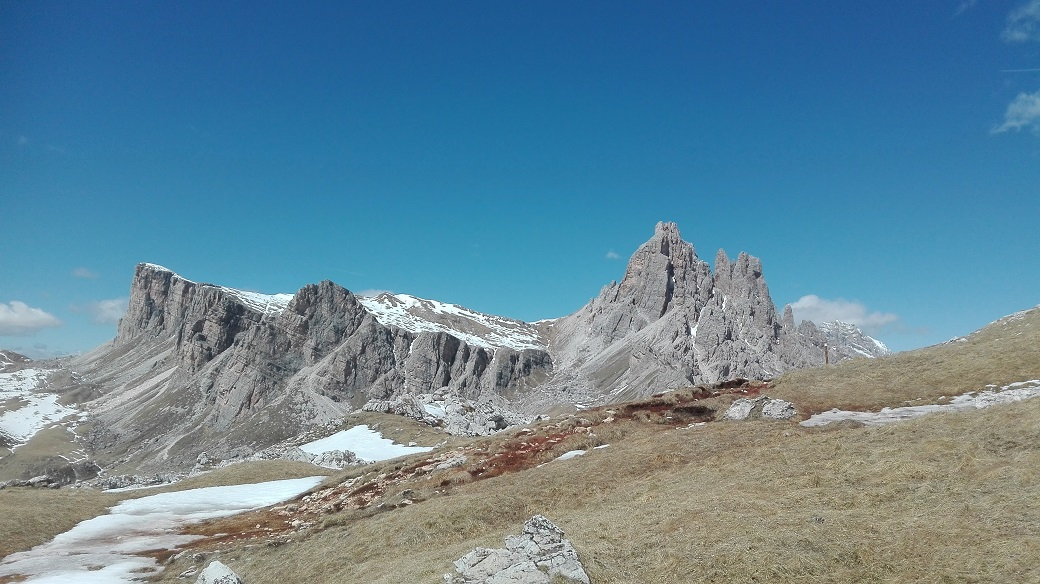
Lastoi de Formin e Cima Ambrizzola